# Saintonge
Saintonge (sentonško Saintonghe) je nekdanja provinca v zahodni Franciji s središčem v Saintesu, ukinjena med francosko revolucijo, ko je njeno večinsko ozemlje skupaj z ozemljem province Aunis pripadlo novoustanovljenemu departmaju Charente-Inférieure, 4. septembra 1941 preimenovanemu v Charente-Maritime.
Meje pokrajine so se v daljšem časovnem obdobju večkrat spremenile. Kot del rimske province Akvitanije je po propadu zahodnorimskega cesarstva prešla pod vpliv akvitanskih vojvodov, zatem pod Anjou in Poitiers, preden je ponovno za več stoletij pripadla akvitanskemu vojvodstvu. V visokem srednjem veku je postala mejno območje med dinastijami kapetingov in plantagenetov, ko so na njenem ozemlju od leta 1152 do leta 1451 potekali številni vojaški spopadi med francosko in angleško vojsko. Sredi 15. stoletja so Francozi z osvojitvijo Akvitanije dokončno porazili Angleže in prevzeli nadzor tudi nad pokrajino Saintonge. V drugi polovici 15. stoletja je ozemlje postalo močno oporišče hugenotov, ki se je končalo šele leta 1628 z osvojitvijo njihove trdnjave La Rochelle. V tem času so številni protestantje zapustili Francijo in se odpravili v Severno Ameriko.
Danes se pokrajina nahaja v štirih, med francosko revolucijo ustanovljenih departmajih. Večinsko ozemlje skupaj s središčem Saintes pripada Charente-Maritime, vzhodno ležeči del pripada departmaju Charente (središča Cognac, Jarnac in Châteauneuf), skrajni jug pripada departmaju Deux-Sèvres (Frontenay Rohan-Rohan), skrajni sever pa departmaju Vendée (del Marais Poitevin).  